# Diskografie Zary Larsson
Toto je seznam doposud vydané diskografie švédské zpěvačky Zary Larsson.

## Alba

### Studiová alba
| Název                                                                                   | Detaily o albu                                                 | Umístění v hitparádách | Umístění v hitparádách | Umístění v hitparádách | Umístění v hitparádách | Umístění v hitparádách | Umístění v hitparádách | Umístění v hitparádách | Umístění v hitparádách | Umístění v hitparádách | Umístění v hitparádách | Certifikace |             |
| Název                                                                                   | Detaily o albu                                                 | SWE                    | BEL (FL)               | DEN                    | GER                    | NL                     | NOR                    | SCO                    | SWI                    | UK                     | US                     | Certifikace |             |
| --------------------------------------------------------------------------------------- | -------------------------------------------------------------- | ---------------------- | ---------------------- | ---------------------- | ---------------------- | ---------------------- | ---------------------- | ---------------------- | ---------------------- | ---------------------- | ---------------------- | --- | ----------- |
| 1                                                                                       | - Vydáno: 1. října 2014 - Vydavatelství: TEN, Universal        | 1                      | —                      | 33                     | —                      | —                      | 28                     | —                      | —                      | —                      | —                      | - GLF: Platinum - IFPI DEN: Gold |             |
| So Good                                                                                 | - Vydáno: 17. března 2017 - Vydavatelství: TEN, Epic           | 1                      | 19                     | 8                      | 29                     | 7                      | 2                      | 8                      | 15                     | 7                      | 26                     | - GLF: 2× Platinum - ARIA: Gold - BPI: Platinum - IFPI DEN: 2× Platinum - IFPI NOR: 6× Platinum - NVPI: Gold - RIAA: Platinum - RMNZ: Gold |             |
| Poster Girl                                                                             | - Vydáno: 5. března 2021 - Vydavatelství: TEN, Epic            | 3                      | 117                    | —                      | —                      | 64                     | 11                     | 13                     | 67                     | 12                     | 170                    | - GLF: Gold |             |
| Venus                                                                                   | - Vydáno: 9. února 2024 - Vydavatelství: Sommer House, Epic    | 3                      | 42                     | —                      | 71                     | 73                     | 4                      | 8                      | 31                     | 15                     | —                      | |             |
| Midnight Sun                                                                            | - Plánováno: 26. září 2025 - Vydavatelství: Sommer House, Epic | bude vydáno            | bude vydáno            | bude vydáno            | bude vydáno            | bude vydáno            | bude vydáno            | bude vydáno            | bude vydáno            | bude vydáno            | bude vydáno            | bude vydáno | bude vydáno |
| "—" značí, že se nahrávka neumístila v hitparádách nebo v tomto území ani nebyla vydána |                                                                |                        |                        |                        |                        |                        |                        |                        |                        |                        |                        | |             |

## Extended play
| Název                                                                                   | Detaily o extended play                                        | Umístění v hitparádě |
| Název                                                                                   | Detaily o extended play                                        | SWE                  |
| --------------------------------------------------------------------------------------- | -------------------------------------------------------------- | -------------------- |
| Introducing                                                                             | - Vydáno: 21. ledna 2013 - Vydavatelství: TEN, Universal       | —                    |
| Allow Me to Reintroduce Myself                                                          | - Vydáno: 5. července 2013 - Vydavatelství: TEN, Universal     | —                    |
| Uncover                                                                                 | - Vydáno: 16. ledna 2015 - Vydavatelství: TEN, Epic            | —                    |
| The Remixes                                                                             | - Vydáno: 18. prosince 2015 - Vydavatelství: TEN, Epic         | —                    |
| Spotify Singles                                                                         | - Vydáno: 5. dubna 2017 - Vydavatelství: TEN, Epic             | —                    |
| Honor the Light                                                                         | - Vydáno: 1. prosince 2023 - Vydavatelství: Sommer House, Epic | 1                    |
| "—" značí, že se nahrávka neumístila v hitparádách nebo v tomto území ani nebyla vydána |                                                                |                      |

## Singly

### Jako hlavní umělkyně
| Název                                                                                   | Rok  | Umístění v hitparádách | Umístění v hitparádách | Umístění v hitparádách | Umístění v hitparádách | Umístění v hitparádách | Umístění v hitparádách | Umístění v hitparádách | Umístění v hitparádách | Umístění v hitparádách | Umístění v hitparádách | Certifikace | Album                          |
| Název                                                                                   | Rok  | SWE                    | AUS                    | DEN                    | GER                    | NLD                    | NOR                    | NZ                     | SWI                    | UK                     | US                     | Certifikace | Album                          |
| --------------------------------------------------------------------------------------- | ---- | ---------------------- | ---------------------- | ---------------------- | ---------------------- | ---------------------- | ---------------------- | ---------------------- | ---------------------- | ---------------------- | ---------------------- | --- | ------------------------------ |
| "My Heart Will Go On"                                                                   | 2008 | 7                      | —                      | —                      | —                      | —                      | —                      | —                      | —                      | —                      | —                      | | Singl bez alb                  |
| "Uncover"                                                                               | 2013 | 1                      | —                      | 3                      | —                      | —                      | 1                      | —                      | 8                      | —                      | —                      | - GLF: 6× Platinum - BPI: Silver - IFPI DEN: 3× Platinum - IFPI NOR: Platinum - SNEP: Gold | Introducing                    |
| "She's Not Me"                                                                          | 2013 | 21                     | —                      | —                      | —                      | —                      | —                      | —                      | —                      | —                      | —                      | - GLF: Gold | Allow Me to Reintroduce Myself |
| "Bad Boys"                                                                              | 2013 | 27                     | —                      | 33                     | —                      | —                      | —                      | —                      | —                      | —                      | —                      | - IFPI DEN: Gold | 1                              |
| "Carry You Home"                                                                        | 2014 | 3                      | —                      | —                      | —                      | —                      | —                      | —                      | —                      | —                      | —                      | - GLF: 2× Platinum | 1                              |
| "Rooftop"                                                                               | 2014 | 6                      | —                      | —                      | —                      | —                      | —                      | —                      | —                      | —                      | —                      | - GLF: Platinum - IFPI DEN: Gold | 1                              |
| "Weak Heart"                                                                            | 2015 | 53                     | —                      | —                      | —                      | —                      | —                      | —                      | —                      | —                      | —                      | | 1                              |
| "Lush Life"                                                                             | 2015 | 1                      | 4                      | 2                      | 4                      | 3                      | 2                      | 8                      | 3                      | 3                      | 75                     | - GLF: 10× Platinum - ARIA: 5× Platinum - BPI: 4× Platinum - BVMI: 2× Platinum - IFPI DEN: 4× Platinum - IFPI NOR: 4× Platinum - IFPI SWI: 2× Platinum - NVPI: Platinum - RIAA: Platinum - RMNZ: 2× Platinum - SNEP: Diamond | So Good                        |
| "Never Forget You" (s MNEK)                                                             | 2015 | 1                      | 3                      | 5                      | 20                     | 8                      | 2                      | 6                      | 32                     | 5                      | 13                     | - GLF: 5× Platinum - ARIA: 5× Platinum - BPI: 2× Platinum - BVMI: Platinum - IFPI DEN: 2× Platinum - IFPI NOR: 3× Platinum - NVPI: 4× Platinum - IFPI SWI: Platinum - RIAA: 3× Platinum - RMNZ: 2× Platinum                  | So Good                        |
| "Ain't My Fault"                                                                        | 2016 | 1                      | 17                     | 15                     | 16                     | 29                     | 8                      | 19                     | 43                     | 13                     | 76                     | - GLF: 3× Platinum - ARIA: 2× Platinum - BPI: Platinum - BVMI: Gold - IFPI DEN: Gold - IFPI NOR: 2× Platinum - IFPI SWI: Gold - RIAA: Platinum - RMNZ: Gold - SNEP: Gold                                                     | So Good                        |
| "I Would Like"                                                                          | 2016 | 4                      | 16                     | 23                     | 56                     | 28                     | 23                     | 19                     | 55                     | 2                      | —                      | - GLF: Platinum - ARIA: 2× Platinum - BPI: Platinum - IFPI DEN: Platinum - IFPI NOR: Platinum - IFPI SWI: Gold - RMNZ: Gold                                                                                                  | So Good                        |
| "So Good" (feat. Ty Dolla Sign)                                                         | 2017 | 7                      | 59                     | 30                     | 99                     | —                      | 27                     | —                      | 89                     | 44                     | —                      | - GLF: Gold - ARIA: Gold - IFPI NOR: Gold | So Good                        |
| "Don't Let Me Be Yours"                                                                 | 2017 | 36                     | —                      | —                      | —                      | —                      | —                      | —                      | —                      | —                      | —                      | | So Good                        |
| "Only You"                                                                              | 2017 | 5                      | —                      | —                      | —                      | —                      | 39                     | —                      | —                      | —                      | —                      | - IFPI NOR: Platinum | So Good                        |
| "Ruin My Life"                                                                          | 2018 | 2                      | 32                     | 21                     | 62                     | 60                     | 14                     | 28                     | 71                     | 9                      | 76                     | - GLF: 3× Platinum - ARIA: Platinum - BPI: Platinum - IFPI DEN: Platinum - IFPI NOR: 2× Platinum - RIAA: Platinum - RMNZ: Gold                                                                                               | Poster Girl                    |
| "Don't Worry Bout Me"                                                                   | 2019 | 7                      | —                      | —                      | —                      | —                      | 26                     | —                      | —                      | 34                     | —                      | - GLF: Platinum - BPI: Silver - IFPI NOR: Gold | Poster Girl                    |
| "A Brand New Day" (s BTS)                                                               | 2019 | —                      | —                      | —                      | —                      | —                      | —                      | —                      | —                      | —                      | —                      | | BTS World: Original Soundtrack |
| "All the Time"                                                                          | 2019 | 19                     | —                      | —                      | —                      | —                      | —                      | —                      | —                      | 58                     | —                      | - GLF: Platinum - BPI: Silver - IFPI NOR: Gold | Poster Girl                    |
| "Invisible"                                                                             | 2019 | 44                     | —                      | —                      | —                      | —                      | —                      | —                      | —                      | —                      | —                      | | Klaus                          |
| "Like It Is" (s Kygo a Tyga)                                                            | 2020 | 4                      | 78                     | 39                     | 41                     | 56                     | 3                      | —                      | 9                      | 49                     | —                      | - IFPI NOR: Platinum - BPI: Silver | Golden Hour                    |
| "Love Me Land"                                                                          | 2020 | 8                      | —                      | —                      | —                      | —                      | —                      | —                      | —                      | —                      | —                      | - GLF: Platinum | Poster Girl                    |
| "Wow" (sólo nebo remix feat. Sabrina Carpenter)                                         | 2020 | 27                     | —                      | —                      | —                      | —                      | —                      | —                      | —                      | —                      | —                      | - BPI: Silver | Poster Girl                    |
| "Talk About Love" (feat. Young Thug)                                                    | 2021 | 21                     | —                      | —                      | —                      | —                      | —                      | —                      | —                      | —                      | —                      | | Poster Girl                    |
| "Can't Tame Her"                                                                        | 2023 | 5                      | —                      | 25                     | —                      | —                      | 7                      | —                      | —                      | 25                     | —                      | - GLF: Platinum - BPI: Gold - IFPI DEN: Gold | Venus                          |
| "End of Time"                                                                           | 2023 | 52                     | —                      | —                      | —                      | —                      | —                      | —                      | —                      | —                      | —                      | | Venus                          |
| "On My Love" (s David Guetta)                                                           | 2023 | 3                      | —                      | —                      | 80                     | 75                     | 9                      | —                      | 56                     | 15                     | —                      | - GLF: Gold - BPI: Gold - SNEP: Gold | Venus                          |
| "Memory Lane"                                                                           | 2023 | 15                     | —                      | —                      | —                      | —                      | —                      | —                      | —                      | —                      | —                      | | Honor the Light                |
| "Winter Song"                                                                           | 2023 | 69                     | —                      | —                      | —                      | —                      | —                      | —                      | —                      | —                      | —                      | | Honor the Light                |
| "Silent Night"                                                                          | 2023 | 39                     | —                      | —                      | —                      | —                      | —                      | —                      | —                      | —                      | —                      | | Honor the Light                |
| "You Love Who You Love"                                                                 | 2024 | 8                      | —                      | —                      | —                      | —                      | 28                     | —                      | —                      | —                      | —                      | | Venus                          |
| "Pretty Ugly"                                                                           | 2025 | 14                     | —                      | —                      | —                      | —                      | 61                     | —                      | —                      | —                      | —                      | | Midnight Sun                   |
| "Midnight Sun"                                                                          | 2025 | bude vydáno            | bude vydáno            | bude vydáno            | bude vydáno            | bude vydáno            | bude vydáno            | bude vydáno            | bude vydáno            | bude vydáno            | bude vydáno            | bude vydáno | Midnight Sun                   |
| "—" značí, že se nahrávka neumístila v hitparádách nebo v tomto území ani nebyla vydána |      |                        |                        |                        |                        |                        |                        |                        |                        |                        |                        | |                                |

### Jako vedlejší umělkyně
| Název                                                                                   | Rok  | Umístění v hitparádách | Umístění v hitparádách | Umístění v hitparádách | Umístění v hitparádách | Umístění v hitparádách | Umístění v hitparádách | Umístění v hitparádách | Umístění v hitparádách | Umístění v hitparádách | Umístění v hitparádách | Certifikace | Album                   |
| Název                                                                                   | Rok  | SWE                    | AUS                    | DEN                    | GER                    | NLD                    | NOR                    | NZ                     | SWI                    | UK                     | US Bub.                | Certifikace | Album                   |
| --------------------------------------------------------------------------------------- | ---- | ---------------------- | ---------------------- | ---------------------- | ---------------------- | ---------------------- | ---------------------- | ---------------------- | ---------------------- | ---------------------- | ---------------------- | --- | ----------------------- |
| "Girls Like" (Tinie Tempah feat. Zara Larsson)                                          | 2016 | 21                     | 15                     | 25                     | 83                     | 9                      | 30                     | 17                     | —                      | 5                      | —                      | - ARIA: Platinum - BPI: 2× Platinum - BVMI: Gold - IFPI DEN: Platinum - IFPI NOR: 2× Platinum - RMNZ: Gold                                                                       | Youth                   |
| "This One's for You" (David Guetta feat. Zara Larsson)                                  | 2016 | 3                      | 67                     | 11                     | 1                      | 6                      | 4                      | —                      | 1                      | 16                     | —                      | - BPI: Gold - BVMI: Gold - IFPI DEN: Platinum - IFPI NOR: 2× Platinum - IFPI SWI: Gold - RIAA: Gold - SNEP: Diamond                                                              | Singl bez alb           |
| "Symphony" (Clean Bandit feat. Zara Larsson)                                            | 2017 | 1                      | 4                      | 10                     | 9                      | 4                      | 1                      | 12                     | 6                      | 1                      | 1                      | - ARIA: 5× Platinum - BPI: 4× Platinum - BVMI: 3× Gold - IFPI DEN: 2× Platinum - IFPI NOR: 4× Platinum - IFPI SWI: 2× Platinum - RIAA: Platinum - RMNZ: Platinum - SNEP: Diamond | So Good a What Is Love? |
| "Holding Out for You" (Fedez feat. Zara Larsson)                                        | 2019 | —                      | —                      | —                      | —                      | —                      | —                      | —                      | —                      | —                      | —                      | | Paranoia Airlines       |
| "Now You're Gone" (Tom Walker feat. Zara Larsson)                                       | 2019 | 84                     | —                      | —                      | —                      | —                      | —                      | —                      | —                      | 79                     | —                      | - BPI: Silver | What a Time to Be Alive |
| "Times Like These" (jako Live Lounge Allstars)                                          | 2020 | —                      | —                      | —                      | —                      | —                      | —                      | —                      | —                      | 1                      | —                      | - BPI: Silver | Singly bez alb          |
| "Words" (Alesso feat. Zara Larsson)                                                     | 2022 | 5                      | ―                      | —                      | ―                      | 6                      | 15                     | ―                      | ―                      | 36                     | ―                      | - IFPI DEN: Gold - BPI: Gold | Singly bez alb          |
| "—" značí, že se nahrávka neumístila v hitparádách nebo v tomto území ani nebyla vydána |      |                        |                        |                        |                        |                        |                        |                        |                        |                        |                        | |                         |

### Promo singly
| "Säg Mig Var Du Står" (Carola feat. Zara Larsson)                                        | 2020 | 2  | —  | - GLF: 3x Platinum | Poster Girl          |
| "Look What You've Done"                                                                  | 2021 | 24 | 25 | - GLF: Platinum    | Poster Girl          |
| "Right Here" (sólo nebo remix s Alok)                                                    | 2021 | —  | —  |                    | Poster Girl          |
| "I Need Love" (feat. Trevor Daniel)                                                      | 2021 | 36 | —  |                    | Poster Girl          |
| "Morning" (Billen Ted remix)                                                             | 2021 | —  | —  |                    | Poster Girl          |
| "Nobody Is an Island"                                                                    | 2021 | —  | —  |                    | Promo singly bez alb |
| "Lay All Your Love on Me" (Spotify Singles)                                              | 2022 | 16 | —  |                    | Promo singly bez alb |
| "Ammunition" (sólo nebo remix s Dennis)                                                  | 2024 | 35 | —  |                    | Venus                |
| "—" značí, že se nahrávka neumístila v hitparádách nebo v tomto území ani nebyla vydána. |      |    |    |                    |                      |

## Další umístěné písně
| "Under My Shades"                                                                       | 2013 | 45 | —  |                                                       | Introducing     |
| "When Worlds Collide"                                                                   | 2013 | 26 | —  |                                                       | Introducing     |
| "It's a Wrap"                                                                           | 2013 | 43 | —  |                                                       | Introducing     |
| "What They Say"                                                                         | 2017 | 31 | —  |                                                       | So Good         |
| "TG4M"                                                                                  | 2017 | 19 | —  | - GLF: Platinum - IFPI NOR: Gold                      | So Good         |
| "Sundown" (feat. Wizkid)                                                                | 2017 | 51 | —  |                                                       | So Good         |
| "Make That Money Girl"                                                                  | 2017 | 57 | —  |                                                       | So Good         |
| "One Mississippi"                                                                       | 2017 | 26 | —  |                                                       | So Good         |
| "Funeral"                                                                               | 2017 | 46 | —  |                                                       | So Good         |
| "I Can't Fall in Love Without You"                                                      | 2017 | 29 | —  | - GLF: 2× Platinum - BPI: Silver - IFPI DEN: Platinum | So Good         |
| "Mary, Did You Know?"                                                                   | 2017 | 55 | —  |                                                       | Šťastná hvězda  |
| "Need Someone"                                                                          | 2021 | 46 | 37 |                                                       | Poster Girl     |
| "Poster Girl"                                                                           | 2021 | —  | —  |                                                       | Poster Girl     |
| "Morning"                                                                               | 2021 | 85 | 37 |                                                       | Poster Girl     |
| "Tänd ett ljus"                                                                         | 2023 | 56 | —  |                                                       | Honor the Light |
| "Venus"                                                                                 | 2024 | —  | —  |                                                       | Venus           |
| "—" značí, že se nahrávka neumístila v hitparádách nebo v tomto území ani nebyla vydána |      |    |    |                                                       |                 |

## Spolu umělkyně
| Název    | Rok  | Další umělec | Album                             |
| -------- | ---- | ------------ | --------------------------------- |
| "Either" | 2018 | Poo Bear     | Poo Bear Presents Bearthday Music |

## Videoklipy
| Název                                                                                                 | Rok                  | Režisér                     |
| Jako hlavní umělkyně                                                                                  | Jako hlavní umělkyně | Jako hlavní umělkyně        |
| --- | -------------------- | --------------------------- |
| "Uncover" (Introducing version)                                                                       | 2012                 | žádné                       |
| "Under My Shades"                                                                                     | 2013                 | Måns Nyman                  |
| "She's Not Me (Pt. 1)"                                                                                | 2013                 | Måns Nyman                  |
| "She's Not Me (Pt. 2)"                                                                                | 2013                 | Måns Nyman                  |
| "Love Again"                                                                                          | 2013                 | Zara Larsson                |
| "Bad Boys"                                                                                            | 2013                 | Måns Nyman                  |
| "Carry You Home"                                                                                      | 2014                 | Emil Nava                   |
| "Rooftop"                                                                                             | 2014                 | Måns Nyman                  |
| "Weak Heart"                                                                                          | 2014                 | David Soutar                |
| "Uncover"                                                                                             | 2015                 | A.V. Rockwell               |
| "Lush Life"                                                                                           | 2015                 | Måns Nyman                  |
| "Never Forget You" (with MNEK)                                                                        | 2015                 | Richard Paris Wilson        |
| "Lush Life" (Alternate version)                                                                       | 2016                 | Mary Clerté                 |
| "Ain't My Fault"                                                                                      | 2016                 | Emil Nava                   |
| "So Good" (feat. Ty Dolla Sign)                                                                       | 2017                 | Sarah McColgan              |
| "Don't Let Me Be Yours"                                                                               | 2017                 | Daniel Kaufman              |
| "Ruin My Life"                                                                                        | 2018                 | Charlotte Rutherford        |
| "Don't Worry Bout Me"                                                                                 | 2019                 | Grant Spanier               |
| "All the Time"                                                                                        | 2019                 | Alexandre Moors             |
| "Invisible"                                                                                           | 2019                 | Sarah McColgan              |
| "Like It Is" (s Kygo a Tyga)                                                                          | 2020                 | Connor Brashier             |
| "Love Me Land"                                                                                        | 2020                 | Viivi Huuska                |
| "Wow (Remix)" (feat. Sabrina Carpenter)                                                               | 2020                 | Emil Nava                   |
| "Wow"                                                                                                 | 2020                 | Emil Nava                   |
| "Talk About Love" (feat. Young Thug)                                                                  | 2021                 | Ryder Ripps Zara Larsson    |
| "Right Here" (Alok remix)                                                                             | 2021                 | Viivi Huuska                |
| "Can't Tame Her"                                                                                      | 2023                 | Global                      |
| "End of Time"                                                                                         | 2023                 | The Baker Twins             |
| "On My Love" (s David Guetta)                                                                         | 2023                 | Mutant Zara Larsson         |
| "You Love Who You Love"                                                                               | 2024                 | Viivi Huuska Zara Larsson   |
| Jako vedlejší umělkyně                                                                                |                      |                             |
| "This One's for You" (David Guetta feat. Zara Larsson)                                                | 2016                 | Hannah Lux Davis            |
| "Girls Like" (Tinie Tempah feat. Zara Larsson)                                                        | 2016                 | Craig Moore                 |
| "Symphony" (Clean Bandit feat. Zara Larsson)                                                          | 2017                 | Grace Chatto Jack Patterson |
| "Holding Out for You" (Fedez feat. Zara Larsson)                                                      | 2019                 | Mauro Russo                 |
| "Now You're Gone" (Tom Walker feat. Zara Larsson)                                                     | 2019                 | Tim Mattia                  |
| "Words" (Alesso feat. Zara Larsson)                                                                   | 2022                 | Jason Lester                |
| Spolu umělkyně                                                                                        |                      |                             |
| "If the World Was Ending" (In Support of Doctors Without Borders) (JP Saxe, Julia Michaels a Friends) | 2020                 | žádné                       |